# Missions locales pour l'insertion professionnelle et sociale des jeunes
 (octobre 2022).
La mise en forme du texte ne suit pas les recommandations de Wikipédia : il faut le « wikifier ».
Les points d'amélioration suivants sont les cas les plus fréquents. Le détail des points à revoir est peut-être précisé sur la page de discussion.
- Les titres sont pré-formatés par le logiciel. Ils ne sont ni en capitales, ni en gras.
- Le texte ne doit pas être écrit en capitales (les noms de famille non plus), ni en gras, ni en italique, ni en « petit »…
- Le gras n'est utilisé que pour surligner le titre de l'article dans l'introduction, une seule fois.
- L'italique est rarement utilisé : mots en langue étrangère, titres d'œuvres, noms de bateaux, etc.
- Les citations ne sont pas en italique mais en corps de texte normal. Elles sont entourées par des guillemets français : « et ».
- Les listes à puces sont à éviter, des paragraphes rédigés étant largement préférés. Les tableaux sont à réserver à la présentation de données structurées (résultats, etc.).
- Les appels de note de bas de page (petits chiffres en exposant, introduits par l'outil «  Source ») sont à placer entre la fin de phrase et le point final[comme ça].
- Les liens internes (vers d'autres articles de Wikipédia) sont à choisir avec parcimonie. Créez des liens vers des articles approfondissant le sujet. Les termes génériques sans rapport avec le sujet sont à éviter, ainsi que les répétitions de liens vers un même terme.
- Les liens externes sont à placer uniquement dans une section « Liens externes », à la fin de l'article. Ces liens sont à choisir avec parcimonie suivant les règles définies. Si un lien sert de source à l'article, son insertion dans le texte est à faire par les notes de bas de page.
- La présentation des références doit suivre les conventions bibliographiques. Il est recommandé d'utiliser les modèles {{Ouvrage}}, {{Chapitre}}, {{Article}}, {{Lien web}} et/ou {{Bibliographie}}. Le mode d'édition visuel peut mettre en forme automatiquement les références.
- Insérer une infobox (cadre d'informations à droite) n'est pas obligatoire pour parachever la mise en page.

Pour une aide détaillée, merci de consulter Aide:Wikification.
Si vous pensez que ces points ont été résolus, vous pouvez retirer ce bandeau et améliorer la mise en forme d'un autre article.
 (novembre 2014).
Si vous disposez d'ouvrages ou d'articles de référence ou si vous connaissez des sites web de qualité traitant du thème abordé ici, merci de compléter l'article en donnant les références utiles à sa vérifiabilité et en les liant à la section « Notes et références ».
Les missions locales pour l'insertion professionnelle et sociale des jeunes (couramment appelées missions locales, en abrégé : MILO) sont, en France, des organismes chargés d’aider les jeunes à résoudre l’ensemble des problèmes que pose leur insertion professionnelle et sociale. Elles ont été créées par ordonnance en mars 1982 à la suite du rapport de Bertrand Schwartz (septembre 1981), L'insertion professionnelle et sociale des jeunes. Leur nom de "missions", outre l'hypothèse d'une sémantique inspirée du catholicisme social, correspond au fait qu'à leur création elles ne devaient pas perdurer dans la mesure où l'espoir, avec l'élection de François Mitterrand, était que le chômage des jeunes serait réglé en un an ou dix-huit mois ; d'où l'idée de réaliser une mission.
Les missions locales sont des organismes chargés du repérage, de l'accueil, de l'information, de l’orientation professionnelle et de l’accompagnement des jeunes rencontrant des difficultés d'insertion pour construire avec eux un projet professionnel et de vie. Le concept central des missions locales est l'approche globale, c'est-à-dire l'indissociabilité des dimensions professionnelle et sociale. Conformément à l'article 13 de la loi de programmation pour la cohésion sociale, elles s'adressent à tous les jeunes de 16 à 25 ans qui rencontrent des difficultés, notamment en matière d'accès à l'emploi ou à la formation. Il s'agit de tout mettre en œuvre pour faciliter l'accès des jeunes à l'emploi et à l'autonomie. Ce même article 13 a créé un droit à l'accompagnement pour tout jeune en risque d'exclusion professionnelle et en a confié la mise en œuvre locale aux missions locales. La structuration et la concentration du réseau s’est poursuivie, avec fusion des PAIO au bénéfice des missions locales, regroupement encouragé par le ministère chargé de l’emploi dans un souci d’économie d’échelle et de meilleure utilisation des moyens.
Les missions locales remplissent une mission de service public pour l’insertion professionnelle et sociale des jeunes et sont définies aux articles L.5314-1 à 4 du code du travail. Leur rôle a d'ailleurs été institutionnalisé en les intégrant au SPE (Service Public de l'Emploi). Elles ont été l'objet de plusieurs reportages sur la chaîne de télévision Public Sénat.

## Construction d'un projet professionnel
- Recherche d'une orientation professionnelle par le biais de bilans de compétences ou de parcours d'orientation professionnelle
- Recherche d'une formation adaptée à un projet professionnel.
- Construction et accompagnement de parcours d'insertion des jeunes.
- Les missions locales assurent des fonctions de repérage, d'accueil, d'information, d'orientation et d'accompagnement personnalisé pour tous les jeunes qui rencontrent des difficultés d'insertion, jusqu'à leur intégration conçue comme l'articulation entre indépendance économique et autonomie sociale. Le concept-clé des missions locales est celui de l'approche globale. Sa pertinence se justifie par la grande diversité des objectifs poursuivis ainsi que la fluctuation des logiques institutionnelles des acteurs en matière de politique d'éducation/formation d'emploi et d'insertion sociale. Mais il conduit aussi les professionnels des ML et PAIO à trouver des arbitrages entre différentes logiques d'accompagnement de ces jeunes, selon qu'elles relèvent d'un ordre éducatif (permettre aux jeunes d'élever leur niveau de formation et d'atteindre au minimum le niveau V), économique (permettre à ces jeunes de trouver un emploi en utilisant les dispositifs existant d'adaptation de la main d'œuvre aux besoins immédiats de l'économie locale ou régionale) ou social (permettre aux jeunes rejetés par le système d'emploi de lutter contre l'exclusion sociale, en maintenant un lien social à travers la formation notamment).

Elles leur apportent un appui dans leur recherche d'emploi ainsi que dans leurs démarches d'accès à la formation, à la santé, au logement, aux droits, à une citoyenneté responsable par l'appropriation des valeurs républicaines de liberté, d'égalité et de laïcité. 
Ce réseau contribue ainsi à la mise en œuvre des politiques d'insertion initiées par l'État, les régions et les autres collectivités territoriales.
L'interlocuteur principal du jeune au sein de la mission locale est le conseiller ou la conseillère en insertion sociale et professionnelle (CISP) qui reçoit le jeune en entretien individuel et l'accompagne tout au long de son parcours d'insertion (on parle de « référent du jeune »).

## Développer le partenariat local au service des jeunes en difficulté d'insertion
On entend par partenariat local toutes les institutions, les organismes de formations, les entreprises pouvant intervenir dans le parcours d'insertion professionnelle et sociale des jeunes. Pour ce qui est de l'emploi, les missions locales apportent leur concours à l'évolution de l'offre de services dans leur territoire d'intervention ou dans leur bassin d'emploi. Ce travail territorial est effectué à partir d'une analyse de la demande des employeurs locaux et des besoins des jeunes. Cette notion de connaissance des territoires, des jeunes qui y vivent, et des problématiques qui en résultent parfois, est fondamentale dans l'accompagnement qu'elles peuvent proposer.

## Une démarche complémentaire avec les autres réseaux
Les missions locales agissent au quotidien avec les services et les institutions qui, sur leur territoire, ont en charge les questions d'emploi, de formation, de santé, de logement, de transports, de loisirs.
Leur action et leurs partenariats s'inscrivent dans les priorités des plans régionaux de développement de la formation professionnelle concernant plus particulièrement les jeunes en difficulté. L'objectif est de permettre à chaque jeune de bénéficier d'un parcours cohérent de formation et d'insertion et de garantir à tous un égal accès aux droits sociaux et à l'emploi. Ainsi le réseau recherche un partenariat étroit et contractualisé avec de nombreuses institutions : établissements scolaires, centres d'information et d'orientation, agences locales de Pôle emploi, réseau d'information jeunesse, services de la protection judiciaire de la jeunesse, organismes paritaires chargés de la formation professionnelle, services sociaux etc.

## Le territoire
Un mouvement d'aménagement du territoire d'intervention est engagé depuis plusieurs années pour le réseau qui compte, en 2014, 450 missions locales. Cet aménagement permet : la création de nouvelles missions locales ou l'extension de leur territoire de compétence par une approche intercommunale ; la couverture de l'ensemble du territoire national ; le développement d'un accueil de proximité pour les jeunes.
Ainsi les communes, les structures intercommunales, les départements, les régions, et l'État se concertent pour faire évoluer, s'il y a lieu, les zones de compétence des structures et leur organisation. Il s'agit de trouver la zone d'intervention la mieux adaptée aux territoires de mise en œuvre de politiques de développement local et d'insertion. De façon habituelle, le périmètre d'intervention d'une mission locale est le bassin d'emploi mais on recense également une vingtaine de missions locales départementales et, pour la Guadeloupe et la Guyane, une mission locale régionale pour chacun de ces DOM. On recense également dans les DOM une mission locale à Mayotte, une en Nouvelle-Calédonie, trois en Martinique et quatre à La Réunion.

## Permanence d’accueil, d’information et d’orientation
Une permanence d’accueil, d’information et d’orientation (PAIO) est un lieu d’accueil, d'information et d’orientation professionnelle. La PAIO s'adresse en premier lieu aux jeunes de 16 à 25 ans qui sont sortis du système scolaire ou qui rencontrent des difficultés. Par souci de simplification et de pertinence, les PAIO fusionnent avec les missions locales. Depuis 2014, il n'existe plus de PAIO, celles-ci s'étant transformées en missions locales.

## Les instances de direction et de concertation

### Des associations dirigées par des élus locaux
Les missions locales sont constituées entre l'État, des collectivités territoriales, des établissements publics, des organisations professionnelles et syndicales et, le cas échéant, des associations (loi du 19 décembre 1989). Elles prennent le plus souvent la forme d'une association, présidée obligatoirement par le maire de la commune ou le président de l'intercommunalité (par délégation, ce peut être un maire adjoint), ou plus rarement d'un groupement d'intérêt public.

### Des associations régionales, des animations régionales
Dans toutes les régions sont constituées des associations régionales de missions locales (ARML). Présidées par un élu président d'une mission locale, elles sont interlocutrices des DIRECCTE, des autres services de l'État et des conseils régionaux. L'animation du réseau fait l'objet d'accords entre l'État, les régions et les associations régionales de missions locales et de PAIO. Ces accords portent notamment sur l'élaboration et le suivi des programmes d'animation et de formation des personnels.

## Un système d'information national
Le réseau des missions locales et des PAIO dispose d'un système d'information spécifique, capable de dialoguer avec d'autres systèmes d'information et pour partie adaptable aux situations locales.
Sur un plan historique, c'est au moment de la mise en œuvre du Crédit Formation Individualisé (CFI), dans les années 1989/1990, que le réseau d'accueil s'est doté d'un système standardisé d'information, le logiciel Parcours, qui lui permettait d'enregistrer et traiter informatiquement les données utiles à ses activités. Actuellement c'est le logiciel I-milo, qui a pris la suite de Parcours 3, qui contribue au système d'information du réseau des missions locales. Cet outil est une aide au pilotage des programmes territoriaux ou nationaux. Il permet à l’État, aux régions et aux collectivités territoriales d’assurer le suivi et la consolidation de l’activité du réseau et de ses résultats.
Conçu comme un outil pour le travail quotidien du conseiller dans sa relation avec le jeune, il est issu de l'expérience acquise depuis vingt ans par le réseau des missions locales et PAIO et des attentes des financeurs publics et nécessite un travail de saisie quotidien.
I-milo utilise les techniques d'Internet, et permet une adaptation aux variétés d'organisation et de fonctionnement des missions locales en intégrant des outils de recherche et de représentation cartographique pour permettre, en temps réel, le pilotage de l'activité des missions locales à tous les niveaux : local, régional, national.

## Les moyens de l'action

### Un réseau de professionnels de l'insertion
Le professionnalisme des salariés du réseau est reconnu et développé.
Une convention collective des missions locales et PAIO a été signée le 21 février 2001, entre le syndicat national des missions locales et PAIO et les organisations. Un plan de formation de la branche professionnelle est ainsi défini chaque année.
13 500 personnes travaillent dans les missions locales, dont 435 personnels mis à disposition par les collectivités territoriales, Pôle emploi et diverses administrations.
Parmi ces professionnels, on trouve de nombreux conseillers qui sont en relation directe avec les jeunes, mais aussi une grande variété de métiers et de compétences : chargés d'accueil, secrétaires, comptables, assistants informatique, chargés de documentation, chargés de communication, chargés de relation entreprises, responsables de secteur, responsables d'antennes, chargés de mission, sans oublier les directeurs et directrices des structures. 74% des ETP sont mobilisés sur l'offre directe de service aux jeunes (conseillers, chargés d'accueil et chargés de projet).
Nombre de salariés sont extrêmement polyvalents, issus de formations très diverses et cumulent souvent plusieurs attributions. Cette diversité des compétences contribue grandement au savoir-faire et à la réactivité des Missions Locales.

### Un financement public
Le réseau est exclusivement financé sur crédits publics : l'État accorde les subventions de fonctionnement, les régions les fonds dans le cadre des compétences transférées, les communes des financements complémentaires (le plus souvent sous la forme d'apports en nature, locaux, etc.). Enfin, d'autres institutions comme l'Union européenne (par le biais du Fonds Social Européen) ou les conseils départementaux (ex-généraux) peuvent aussi apporter leur soutien financier. Les proportions constatées sont les suivantes (mais il existe des variations locales conséquentes): État 39 % ; régions 19 % ; départements 6 % ; communes et EPCI 23 % ; FSE 8 % ; autres organismes publics et privés 5 %.
Le financement par l’État des Missions Locales est ventilé par le biais d'une Convention Pluriannuelle d'Objectifs (CPO)

## Différents programmes et contrats[3]
- 1987-1989 : Travaux d'utilité collective (aide à l'emploi)
- 1989-1992 : Contrat Emploi Solidarité
- 1989 (toujours en vigueur) : Fonds d'aide aux jeunes (Faj)[4]
- 1989 : Crédit de Formation Individualisé
- 1992-1993 : Préparation Active à la Qualification et à l'Emploi (PAQUE)
- 1992 : Contrat Emploi Consolidé et Contrat d'Insertion Professionnelle
- 1993 : Plans Locaux pour l'Insertion et l'Emploi (PLIE)
- 1995 : Contrat Initiative Emploi
- 1997 : Programme nouveaux services - nouveaux emplois
- 1998-2003 : Trajet d'Accès à l'Emploi (TRACE)
- 2001 : Plan d'aide au retour à l'emploi (PARE)
- 2002 : Bourse d'Accès à l'Emploi
- 2003- : Contrat d'Insertion des jeunes dans la Vie Sociale (CIVIS)
- 2013 : Emplois d'avenir
- 2017 (toujours en vigueur): Parcours d'Accompagnement Contractualisé vers l'Emploi et l'Autonomie (PACEA)[5]
- 2014- 2022 : Garantie jeunes[6]
- 2022 : Contrat engagement jeunes